# Cầu Thạch Bản Pha sông Dương Tử
Cầu Thạch Bản Pha sông Dương Tử (giản thể: 石板坡长江大桥; phồn thể: 石板坡長江大橋; bính âm: Shíbǎnpō chángjiāng dàqiáo) bao gồm một cặp cầu dầm hộp bê tông dự ứng lực bắc qua sông Dương Tử ở Trùng Khánh, Trung Quốc. Cặp cầu có tám làn xe cộ thuộc Đại lộ Giang Nam giữa quận Nam Ngạn phía nam sông Dương Tử và quận Du Trung ở phía bắc.

## Sự cố
Vụ tự sát của Mèo Béo xảy ra vào lúc 4 giờ sáng ngày 11 tháng 4 năm 2024 tại cây cầu này. Một nam game thủ 21 tuổi có biệt danh "Mèo Béo" đã nhảy khỏi cầu sau khi chia tay bạn gái. Vụ việc đã thu hút sự chú ý rộng rãi của giới truyền thông vào một tháng sau đó ở trong và ngoài Trung Quốc.

Độ cao của cây cầu Thạch Bản Pha thứ hai